# Der Ruf des Kuckucks
Der Ruf des Kuckucks (Originaltitel: The Cuckoo’s Calling) ist ein Roman von Joanne K. Rowling, der im April 2013 unter ihrem Pseudonym Robert Galbraith erschien. Im Mittelpunkt der Handlung steht der ehemalige Soldat Cormoran Strike, der im Afghanistankrieg ein Bein verloren hat und nun als Privatdetektiv einem möglichen Mordfall inmitten der reichen Gesellschaft nachgeht.

## Handlung
Der Privatdetektiv Cormoran Strike wird von John Bristow angeheuert, dem Adoptivbruder des verstorbenen Supermodels Lula Landry. Strike soll beweisen, dass Lulas Tod kein Selbstmord war. Obwohl er davon überzeugt ist, dass hinter dem Fall nichts steckt, nimmt Strike den Auftrag an – nicht zuletzt, da er in seiner Kindheit mit Johns Bruder Charlie befreundet war, der bei einem Fahrradunfall verstarb. Auch hat er einige Schulden und wurde gerade eben von seiner Verlobten aus der Wohnung geworfen, weshalb ihm das großzügige Honorar Bristows gelegen kommt.
Gleichzeitig lernt Strike Robin Ellacott kennen, die ihm als vorübergehende Sekretärin geschickt wurde. Finanziell kann er sich diese Mitarbeiterin nicht leisten, aber bald zeigt sich, dass Robin kompetent und nützlich bei der Aufklärung des Falles ist.
Während des Ermittlungsprozesses führt Strike Gespräche mit Lula Landrys Leibwächter, Fahrer, Onkel, Freunden und ihrem Designer. Als diese ihm ihre Erinnerungen an Lula schildern, wird Strike klar, dass die Umstände ihres Tods nicht so eindeutig sind, wie er dachte. Besonders die Aussage von Tansy Bestigui, Lulas Nachbarin, beschäftigt ihn: Tansy behauptet steif und fest, gehört zu haben, wie Lula mit einem Mann kämpfte und dann vom Balkon fiel. Die Polizei hat festgestellt, dass sie dies aus ihrer Wohnung unmöglich gehört haben könnte, und die Aussage zur Seite geschoben. Tatsächlich jedoch befand sich Tansy zum Tatzeitpunkt nicht in der Wohnung, sondern auf ihrem Balkon. Ihr Mann hatte entdeckt, dass sie Kokain geschnupft hatte, und sie in der Kälte ausgesperrt. Aus Angst, wegen Misshandlung angezeigt zu werden, zwang er Tansy, das zu verschweigen.
Nur wenige Stunden nachdem sich Strike mit Rochelle Onifade, einer Freundin Lulas, getroffen hat, wird diese ermordet. Er ist sich sicher, dass sie in Kontakt mit Lulas Mörder gestanden haben muss. Doch vorerst kann er nichts beweisen und hat lediglich ein mögliches Motiv für Lulas Tod ermittelt: Ihr Besitz, zehn Millionen britische Pfund.
Schließlich stößt er auf eine vielversprechende Spur: Lula, die als dunkelhäutiges Mädchen in eine reiche weiße Familie adoptiert wurde, hatte vor ihrem Tod versucht herauszufinden, wer ihr Vater war. Sie fand einen Halbbruder, den sie am Mordabend treffen wollte. Jedoch erfuhr John, dass Lula ihr Testament zugunsten des Halbbruders abgeändert hatte. Er stellte sie zur Rede und wollte ihr Geld abpressen, stieß sie im Affekt jedoch vom Balkon. Strike findet auch heraus, dass John für Charlies Tod Jahre zuvor verantwortlich ist. Er wollte Strike dazu benutzen, um Lulas Testament zu finden und zu vernichten. Strike bestellt John in sein Büro und erzählt ihm, was er erfahren hat – unglücklicherweise hat er jedoch seine Beinprothese nicht angeschnallt und wird von John schwer verletzt, als dieser ihn mit einem Messer angreift. Es gelingt ihm dennoch, die Oberhand zu gewinnen; beinahe macht er John den Garaus, wird aber von Robin, die trotz Strikes gegenteiliger Anweisung ins Büro zurückkehrt, zurückgehalten.
Robin, die als Sekretärin in einem Detektivbüro ihren Traumjob gefunden hat, will widerstrebend ihre vorübergehende Anstellung in der Detektei beenden, doch Strike, der sehr an einer weiteren Zusammenarbeit interessiert ist, willigt ein, sie zu Konditionen zu beschäftigen, die sie ihm vorschlägt und die sie aufgrund der inzwischen genauen Kenntnis seiner finanziellen Möglichkeiten errechnet hat. Das Buch schließt mit einem Arzttermin, den Strike wegen seines Beines hat.

## Veröffentlichung
Der Münchner Blanvalet Verlag erwarb die deutschsprachigen Rechte für einen vierstelligen Betrag. Nach Angaben der Lektorin Anja Franzen waren dafür vor allem die Figuren im Buch ausschlaggebend. Erst danach – Mitte Juli 2013 – kam an die Öffentlichkeit, dass es sich bei Robert Galbraith um das Pseudonym Rowlings handelt, deren Buchrechte sonst für Millionenbeträge gehandelt werden. Nach dieser Enthüllung stiegen die Verkaufszahlen in Großbritannien stark an, bis dahin waren 8500 Exemplare des Buches verkauft worden, davon 1500 Hardcover-Exemplare. Die deutsche Erstauflage in der Übersetzung von Wulf Bergner wurde nun mit 200.000 Exemplaren geplant. Sie erschien am 30. November 2013.

## Fortsetzung
Rowling kündigte an, die Serie unter dem Pseudonym fortzusetzen. Der zweite Band mit dem Originaltitel The Silkworm ist am 19. Juni 2014 erschienen. Die deutsche Fassung erschien am 24. November 2014 unter dem Titel Der Seidenspinner. Ein dritter Teil erschien im Original am 20. Oktober 2015 unter dem Titel Career of Evil und unter dem Titel Die Ernte des Bösen am 26. Februar 2016 auf Deutsch.
Am 18. September 2018 erschien dann der vierte Teil der Serie mit dem englischen Titel Lethal White, die für den 27. Dezember 2018 angekündigte deutsche Übersetzung trägt den Titel Weißer Tod. Im September 2020 ist dann der fünfte Band unter dem englischen Titel Troubled Blood erschienen. Die deutsche Ausgabe unter dem Titel Böses Blut kam im Dezember 2020 auf den Markt.
Der sechste Teil unter dem Titel Das tiefschwarze Herz ist in Deutschland am 7. September 2022 erschienen. Der siebte Teil unter dem Titel Das strömende Grab folgte hier am 25. Oktober 2023.

## Verfilmung
Die Geschichten wurden beginnend mit Der Ruf des Kuckucks als TV-Serie für BBC One verfilmt. Rowling schrieb das Drehbuch und wirkte bei diesem Filmprojekt mit. Im Jahr 2017 wurden die ersten Folgen der Fernsehserie Strike bei BBC One ausgestrahlt.